# Eucirroedia
Eucirroedia is een geslacht van vlinders van de familie uilen (Noctuidae), uit de onderfamilie Cuculliinae.

## Soorten
- E. glenwoodi Barnes & Benjamin, 1922
- E. pampina Guenée, 1852